# Соколовська Юлія Сергіївна
Юлія Сергіївна Соколовська (нар. 12 квітня 1985) — українська політична та громадська діячка, посол України в Іспанії (з 21 липня 2025). Заступниця Керівника Офісу Президента України (2020—2024). Міністерка соціальної політики України (2019—2020).

## Життєпис
У 2007 році закінчила Київський національний економічний університет імені Вадима Гетьмана, також навчалася в Об'єднаному віденському інституті. У 2016 здобула другу вищу освіту в Національній академії державного управління при Президентові України за спеціальністю «Державне управління».
З 2007 року працювала у приватному секторі.
З 2009 року працювала у Департаменті економіки та інвестицій Київської міської державної адміністрації, обіймала посаду заступниці начальника управління з питань інвестиційної та зовнішньоекономічної політики — начальниці відділу залучення інвестицій.
Після Євромайдану перейшла на роботу до уряду. З 2014 по 2015 рік очолювала один з департаментів Міністерства економічного розвитку і торгівлі України. У 2015—2016 роках обіймала посаду директора Департаменту видатків бюджету соціальної сфери Міністерства фінансів України, після того до 2017 очолювала департамент з питань стратегічного планування та координації державної політики Секретаріату Кабінету Міністрів України.
Соколовська керувала напрямом зі стратегії, прозорості та розвитку електронного здоров'я проєкту USAID / Deloitte «Підтримка реформи охорони здоров'я». Викладала на тренінгу для депутатів від «Слуги народу» влітку 2019.
З 29 серпня 2019 року до 4 березня 2020 року працювала міністеркою соціальної політики України. Мала 9 радників.
З 12 березня 2020 року по 5 вересня 2024 року була заступницею Керівника Офісу Президента України.
21 липня 2025 року призначена на посади Посла України в Іспаніі та Постійним представником України при Всесвітній туристичній організації (ВТО) за сумісництвом.

## Відзнаки та нагороди
- Почесна грамота Кабінету Міністрів України (2017)[12]
- Всеукраїнська премія «Жінка III тисячоліття» (2019)[12]